# Monyoród
Monyoród là một thị trấn thuộc hạt Baranya, Hungary. Thị trấn này có diện tích 7,12 km², dân số năm 2010 là 189 người, mật độ 27 người/km².